# Marijan Grgić
Marijan Grgić (Gornja Letina kraj Siska, 19. travnja 1929. – Zagreb, 28. kolovoza 1980.), teolog, muzikolog i povjesničar umjetnosti.

## Životopis
Godine 1953. zaređen je za svećenika, te započinje sa studiranjem teologije i glazbe na Katoličkom bogoslovnom fakultetu u Zagrebu na kojem je i diplomirao 1959. godine. Od 1964. do 1967. studira na Courtauld Institute of Art, u Londonu gdje je magistrirao radom o zadarskim iluminatnim rukopisima (The Eleventh-Century Book-Illumination in Zadar). Doktorirao je 1976. na Filozofskom fakultetu u Zagrebu radom Časoslov opatice Čike.
U Zadru od 1951. predaje glazbu u nadbiskupskoj gimnaziji, te obavlja funkciju poglavara sjemeništa. Na Visokoj bogoslovnoj školi je od 1960. profesor, a između 1968. i 1971. rektor. Od 1970. je voditelj Stalne izložbe crkvene umjetnosti u Zadru, a od 1972. direktor te ustanove. Istaknuo se i kao suradnik i pročelnik Odsjeka za glazbu Instituta JAZU u Zadru. 1970-ih godina jedan je od autora programske koncepcije festivala Glazbene večeri u sv. Donatu.

## Radovi
Glavna područja interesa bila su mu glazbena paleografija, povijest srednjovjekovne glazbe u Zadru, Dalmaciji i Hrvatskoj, te likovna i opće kultura zadarskog područja. Proučavao je srednjovjekovnu glazbu između 11. i 15. stoljeća i utvrdio da crkvena umjetnička glazba u Zadru datira najkasnije od početka 9. stoljeća (rad Najstarije zadarske note). Također je utvrdio da je u Zadru nastala prva identificirana skladba umjetničke glazbe u Hrvatskoj, bogojavljenski navještaj blagdana iz 1081. godine. Značajniji radovi su mu: Glazbena djelatnost u Hrvatskoj u 11. stoljeću, zatim Časoslov opatice Čike, Dva nepoznata svetomarijska rukopisa u Budimpešti, Benediktinski samostan u Vrani, Kalendar zadarske stolne crkve iz 15. stoljeća (opća kulturna povijest Zadra), The Eleventh-Century Book-Illumination in Zadar, Riznica Zadra i Nina (povijest likovnih umjetnosti).

## Vanjske poveznice
- Matica hrvatska  Arhivirana inačica izvorne stranice od 9. listopada 2010. (Wayback Machine) Monografija Marijana Grgića